# Apogonichthyoides heptastygma
Apogonichthyoides heptastygma és una espècie de peix pertanyent a la família dels apogònids.

## Descripció
- Pot arribar a fer 3,3 cm de llargària màxima.[5]

## Hàbitat
És un peix marí, associat als esculls i de clima tropical.

## Distribució geogràfica
Es troba al mar Roig.

## Observacions
És inofensiu per als humans.